# Gilson Tavares
Gilson Benchimol Tavares (Cidade da Praia, 29 de dezembro de 2001), conhecido também como Gilson Benchimol ou apenas Benchimol, é um futebolista cabo-verdiano que atua como atacante. Atualmente defende o Akron e a Seleção Cabo-Verdiana.

## Carreira em clubes
Tendo passado pelas categorias de base de Damaiense, CR Foot, Linda-a-Velha e Real Massamá, Gilson Tavares chegou ao Estoril em 2020 para integrar a equipe reserva. Sua estreia pelo clube foi em julho de 2021, contra o Nacional da Madeira, pela Taça da Liga. A partida terminou com vitória dos Canarinhos por 2 a 1.
Suas atuações na Liga Revelação (campeonato Sub-23 que reúne times reservas) - principalmente na vitória por 2 a 0 sobre o Sporting B - chamaram a atenção de clubes maiores, em Portugal ou fora do país. Em janeiro de 2023, o Estoril renovou o contrato do jogador por mais 3 anos e o emprestou para o Benfica B para a disputa da Segunda Liga, tendo feito 3 gols em 16 jogos.
Em julho do mesmo ano, o Estoril renovou o empréstimo de Gilson ao Benfica B por mais uma temporada na segunda divisão portuguesa.

## Carreira internacional
A estreia de Gilson pela seleção de Cabo Verde foi num amistoso contra a Guiné, em outubro de 2020. Ele marcou seus primeiros gols com a camisa dos Tubarões Azuis em março de 2022, na vitória por 6 a 0 sobre Liechtenstein. Foi convocado para a Copa das Nações Africanas realizada 2 meses antes, mas não entrou em campo no torneio. 
Para a edição de 2023 (disputada em 2024), foi convocado para substituir Djaniny, cortado por lesão

## Títulos
Estoril
- Liga Revelação: 2020–21
- Taça Revelação: 2020–21